# وزارة الشؤون الخارجية (أوكرانيا)
وزارة الشؤون الخارجية  (بالأوكرانية: Міністерство закордонних справ України) هي وزارة في حكومة أوكرانيا مهمتها الإشراف على علاقات أوكرانيا الخارجية.